# Porsche
Porsche (По́рше, повна оригінальна назва — Die Dr. Ing. h.c. F. Porsche AG, скор. Porsche AG (укр. Акціонерне товариство Порше) — німецька автобудівна компанія, що з 2007 року на 100 % належала холдингу Porsche Automobil Holding SE. З 2012 100 % акцій компанії належить концерну Volkswagen AG. Компанія спеціалізується на випуску легкових спортивних та гоночних автомобілів. Штаб-квартира компанії знаходиться в Штутгарті, основні заводи в Штутгарті і Лейпцизі.
Голова правління — Міхаель Махт, голова наглядової ради — Вольфганг Порше.

## Історія

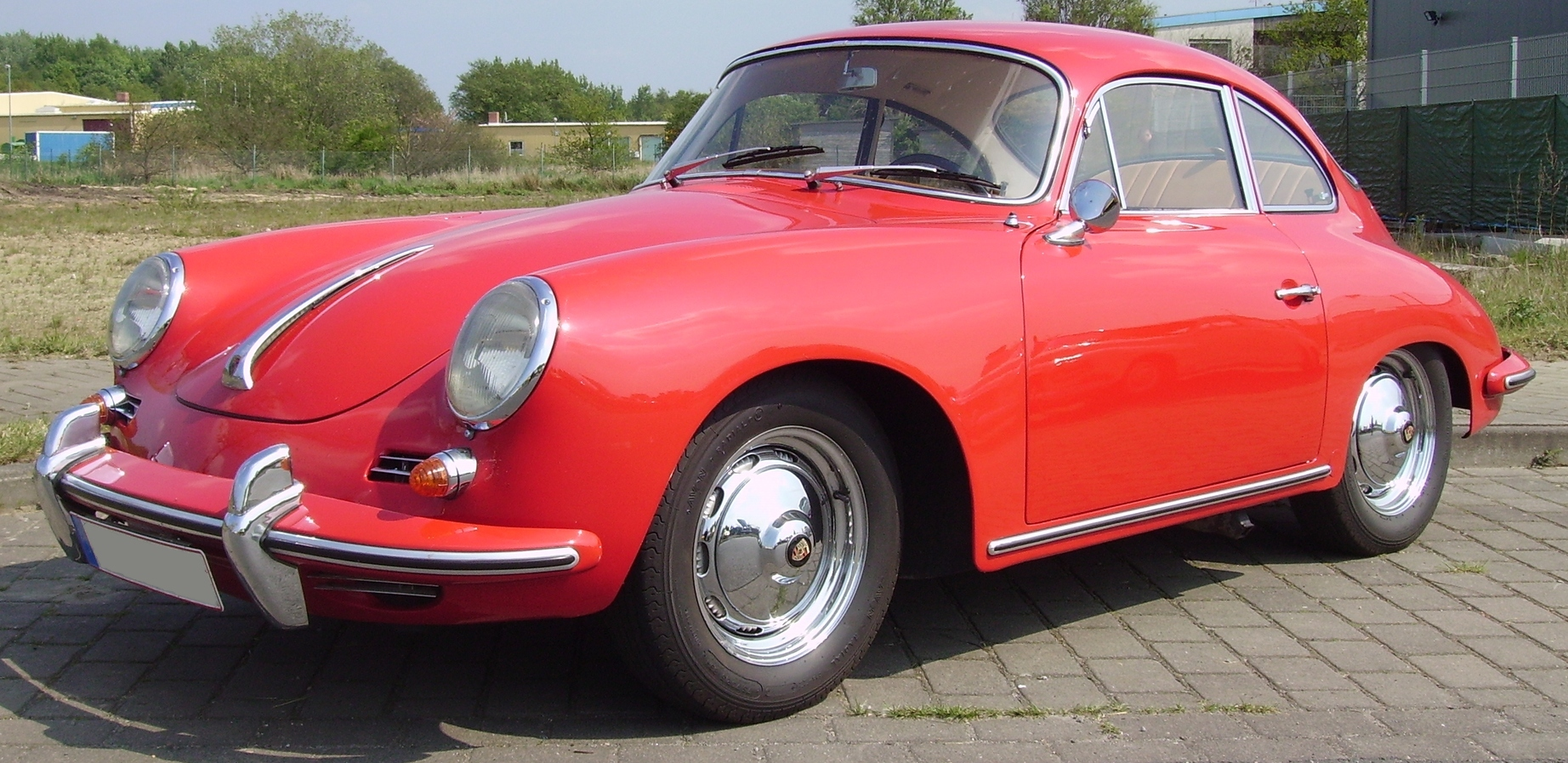
Porsche 356 — перший серійний автомобіль Porsche

Датою заснування компанії вважається 1931 рік, коли інженер-механік Фердинанд Порше відкрив власне конструкторське бюро. До цього він попрацював у численних компаніях, в тому числі 17 років він був технічним директором (головним конструктором) в австрійській філії Даймлера, потім протягом 6 років очолював конструкторське бюро і був членом правління «Daimler-Motoren-Gesellschaft», що пізніше перетворилася в Daimler-Benz AG.
До Другої світової війни компанія випускала також авіаційні та танкові двигуни. У післявоєнні роки компанія випускала трактори.
Після розробки на замовлення держави першого німецького «народного автомобіля» Фольксваген Тип-1 (пізніше названий «Жук») Фердінанд Порше створює схожого на «Жука» першого власного спортивного автомобіля, котрий починаючи з 1948 року випускає під назвою Porsche 356.

## Виробництво

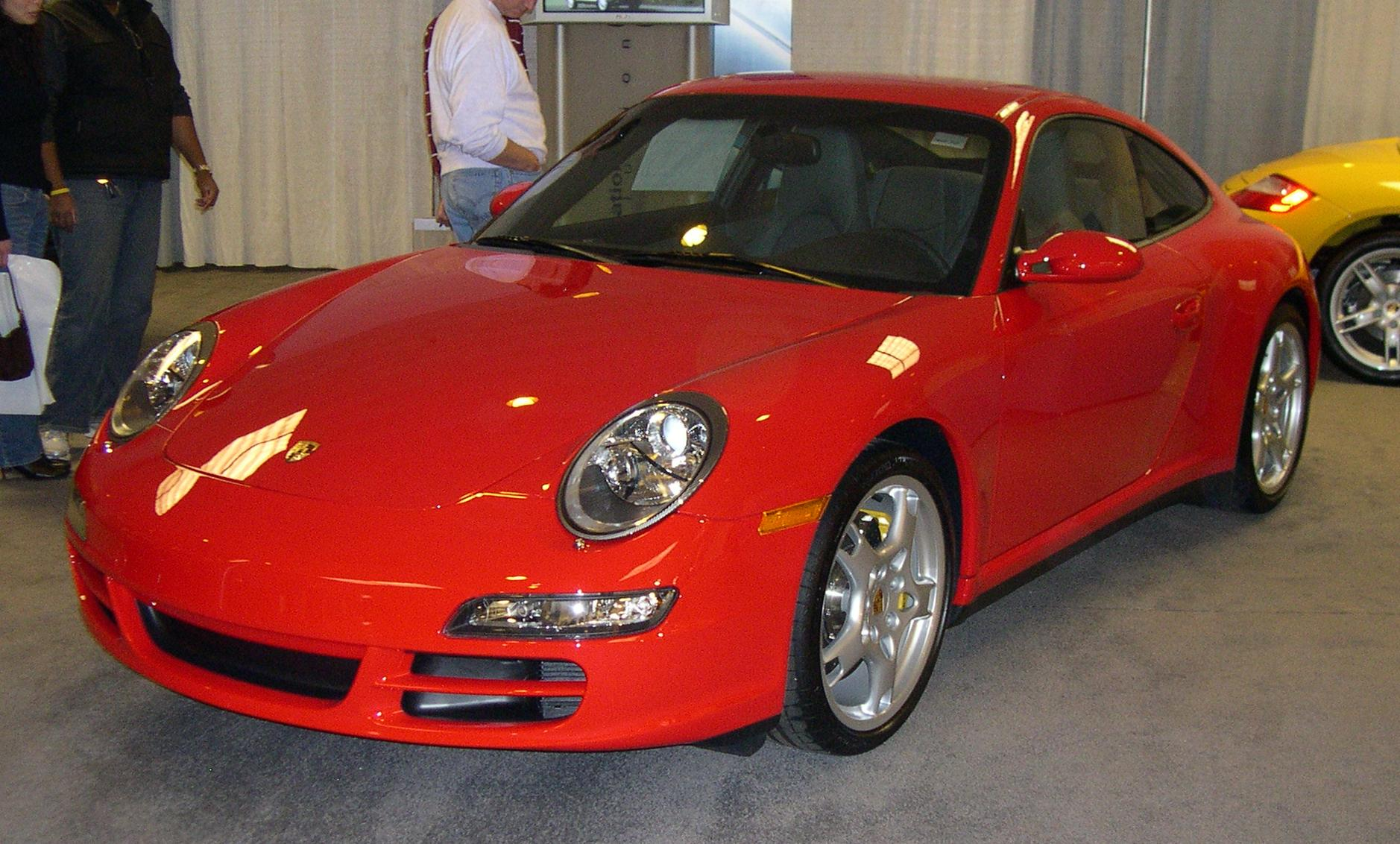
Porsche 911

Компанія випускає спортивні автомобілі декількох класів — спортивні родстери (Porsche Boxster, Porsche Cayman), спортивні купе (Porsche 911), SUV великого класу (Porsche Cayenne) та середнього класу Porsche Macan; супер-спортивні моделі Porsche Carrera GT та Porsche 918. З 2009 року компанія додала до свого модельного ряду також 4-дверний спортивний лімузин (за американською класифікацією «седан») Porsche Panamera. Моделі Порше мають високу надійність та гарантовану якість, оснащені потужними двигунами, що дозволяють розвивати високу динаміку, як правило мають задній або повний привод. В Європі основним конкурентом спортивних і гоночних моделей Porsche є автомобілі компаній Ferrari і Maserati.

## Відношення з Volkswagen
Компанія завжди була в тісних зв'язках, на початковому етапі, з брендом Volkswagen (VW), а потім, Volkswagen Group (яка також володіє Audi AG), тому що перший Volkswagen Beetle був розроблений Фердинандом Порше. Обидві компанії співпрацювали в 1969 році, щоб зробити VW-Porsche 914 і 914-6, в результаті чого 914-6 мав двигун Porsche, і 914 мав двигун Volkswagen. Подальша співпраця в 1976 році призвела до Porsche 912 (тільки в США) і Porsche 924, у якому використовувалось багато компонентів Audi, і був побудований на заводі Audi в Неккарзульмі. Porsche 944S також були побудовані там, хоча вони використовували набагато менше компонентів з Volkswagen. Cayenne, введений в 2002 році, який побудований на заводі Volkswagen Group в Братиславі, Словаччина, використовує шасі з Volkswagen Touareg і Audi Q7.

## Події
У післявоєнній Німеччині, частини для автомобілів перебували в дефіциті, тому модель 356 використовував компоненти від Volkswagen Beetle, зокрема корпус двигуна, коробку передач, а також деякі частини підвіски. Починаючи з 1954 р у 356-ій моделі почали використовувати двигун, розроблені спеціально для неї. Гладкий кузов був розроблений Ервіном Комендом, який також розробляв корпус жука. Porsche 356 мав систему повітряного охолодження заднього двигуна (як і жук), досить рідкісну для інших автовиробників, але добре збалансовану.
У 1964 році, після неабиякого успіху в автоперегонах з різними моделями, включаючи 550 Spyder, а також модернізованого 356 компанія запустила Porsche 911: ще один автомобіль з повітряним охолодженням та заднім розташуванням двигуна. Спортивний автомобіль з шестициліндровим опозитним двигуно двигуном. Командою, яка створювала дизайн корпусу керував Фердинанд «Бутці» Порше (Олександр Ф. А.). Фаза розробки для 911 викликала внутрішні проблеми з Ервіном Комендом, який очолював конструкторський відділ. Бутці Порше скаржився, що Комендо зробив несанкціоновані зміни в конструкції.
Конструкторське бюро зазвичай давало послідовні номери для кожного проєкту, але призначена 901-ий номер суперечив праву торгової марки Peugeot на всі імена «x0x», тому вона була скоригована до 911-ту. Моделі, призначені для перегонів, дотримуються «правильної» нумераційної послідовності: 904, 906, 908. 911-й Porsche став найбільш відомою і знаковою моделлю — успішна на треках, на ралі, а також з точки зору продажів як дорожнього автомобіля. 911-та модель досі залишається у виробництві у кількох конфігураціях. Крім 911 існувала дешевша модель з тим же корпусом, але з двигуном від 356-го з чотирма циліндрами, яка продавалася як 912.
У 1972 році форма власності компанії була змінена з обмеженого партнерства, на акціонерне товариства, за зразком компанії «Honda». Це призвело до створення Виконавчої ради з членами поза межам сім'ї Порше, і наглядової ради, що складається в основному з членів сім'ї. З цією зміною, більшість членів сім'ї в діяльності компанії, в тому числі Ф. А. Порше і Фердинанд Пієх відійшли від компанії.
Ф. А. Порше заснував свою власну дизайнерську компанію, Porsche Design, яка славиться ексклюзивними сонцезахисними окулярами, годинниками, меблями і багатьма іншими предметами розкоші. Син Луїзи і племінник Феррі Фердинанд Пієх, який був відповідальний за механічний розвиток виробництва і гоночні автомобілі Porsche (в тому числі найуспішніші 911, 908 і 917 моделі), сформував своє власне інженерне бюро, а також розробив п'ятициліндровий дизельний двигун для Mercedes-Benz. Через деякий час він працював в Audi, і продовжив свою кар'єру у концерні Volkswagen, аж доки не став головою концерну Volkswagen.
Першим головним виконавчим директором Porsche AG був Ернст Фурман, він працював в підрозділі розробки двигунів компанії. Фурман був відповідальний за так званий Фурман-двигун, використовуваний в 356 Carrera, а також 550 Spyder. Особливістю двигуна були чотири верхніх розподільчі вали, замість центрального розподільного вала з штовхачами, як в Volkswagen, отриманих з серійних двигунів. Він планував припинити 911 протягом 1970-х років, і замінити його на великий восьмицилінровий V-подібний двигун з переднім розташуванням Sportswagon 928. Як ми знаємо сьогодні, 911-й пережило 928-й на сьогоднішній день. Фурман був замінений на початку 1980-х років Пітером на В. Шутца, американський менеджер і самопроголошений шанувальник 911-го. Потім він був замінений в 1988 році колишнім менеджером німецької комп'ютерної компанії Nixdorf Computer AG, Арно Бона, який зробив деякі дорогі прорахунки, що призвели до його звільнення після того і також директора з розвитку, д-р Ульріх Бец, який раніше відповідав за моделі Z1 BMW, і сьогодні генеральний директор Aston Martin.
У 1990 році Porsche розробив меморандум про взаєморозуміння з Toyota, щоб дізнатися і отримати вигоду з японських методів економічного виробництва. У 2004 році повідомлялося, що Toyota допомагала Porsche з гібридною технологією.
Після звільнення Бохні, Хензі Браніцкі, давній співробітник Porsche, був призначений як тимчасовий генеральний директор. Браніцкі служив на цій посаді до того як Венделін Відекінг став генеральним директором в 1993 році. Відекінг прийняв естафету головування ради в той час, коли Porsche виявилась вразливою для поглинання більшою компанією. Під час свого тривалого перебування на посаді, Відекінг перетворив Porsche в дуже ефективну та прибуткову компанію.
Племінник Фердинанда Порше, Фердинанд Піх, був головою і головним виконавчим директором Volkswagen Group з 1993 по 2002 рік, а також є головою наглядової ради Volkswagen AG. З 12,8 відсотка акцій Porsche SE, що продаються, він також залишається другим індивідуальним акціонером за кількістю куплених акцій після його двоюрідного брата Ф. А. Порше, (13,6 відсотка). 2002 введення Porsche Cayenne також зазначило відкриття нового заводу в Лецпцизі, Саксонії, який колись доводився майже половині річного виробництва Порше. У 2004 році виробництво 456 кВт (620 к.с., 612 к.с.) Carrera GT почалось в Лейпцизі, і це була найдорожча модель виробництва Porsche коли-небудь побудованих.
У середині 2006 року, після того, як роки Boxster (а пізніше Cayenne) були найбільш продаваною Porsche в Північній Америці, 911-й відновив свою позицію бестселера Porsche в регіоні. Cayenne і 911-й мають цикл як топ-модель продажу з тих пір. У Німеччині 911-й перевершує в ціні над Boxster, Cayman і Cayenne.
У травні 2011 року Porsche Cars North America оголосила про плани витратити 80- 100 мільйонів $, але отримає близько $ 15 мільйонів в економічних стимулів, щоб перемістити свою Північноамериканську штаб-квартиру з Сенді-Спрінгса, в передмістя Атланти, в Аеротрополіс, новий змішане використовування з розвитком на місці старого заводу Форд в Хейпвелі, прилеглого до аеропорту Атланти.

## Корпоративна реструктуризація
Porsche SE був створений в червні 2007 року, перейменувавши старий Dr. Ing. h.c. F. Porsche AG, і стала холдинговою компанією для акцій сімей в Porsche Zwischenholding GmbH (50,1 %) (який, в свою чергу, належало 100 % старого Porsche AG) і Volkswagen AG (50,7 %). У той же час, нова Dr. Ing. h.c. F. Porsche AG (Porsche AG) була створена для виробництва автомобілів бізнесу.
У серпні 2009 року Porsche SE і Volkswagen AG досягли угоди про те, що у виробництві автомобілів операції двох компаній будуть зливатися в 2011 році, щоб сформувати «Integrated Automotive Group». Керівництво Volkswagen AG домовилися, щоб 50,76 % Volkswagen AG належати Porsche SE в обмін на управління Volkswagen AG, приймаючи управлінські позиції Porsche SE (для того, щоб управління залишалось під контролем Volkswagen), а також для Volkswagen AG, що купує власність Porsche AG.
Станом на кінець 2015 року, 52,2 % контролю інтересів в VW AG є переважаючі інвестиції Porsche SE і Volkswagen AG в свою чергу, контролює бренди і компанії, такі як Volkswagen, Audi, Seat, Skoda, Bentley, Bugatti, Lamborghini, Porsche AG, Ducati, VW Комерційні автомобілі, Scania, MAN, а також Volkswagen Financial Services.
Dr. Ing. h.c. F. Porsche AG, як 100 % дочірня компанія VW AG а, несе відповідальність за фактичне виробництво та виготовлення автомобільної лінії Porsche. В даний час компанія виробляє Porsche 911, Boxster і Cayman спортивних автомобілів, позашляховиків Cayenne і Macan і чотирьохдверний Panamera. Porsche AG має 29 % в німецькій інженерній та проєктній консалтинговій компанії Bertrandt AG і 81,8 % в Mieschke Hofmann und Partner.
Штаб-квартира і головний завод знаходяться в Цуффенхаузені, район в Штутгарті, але моделі Cayenne та Panamera виробляються в Лейпцизі, Німеччина, а також деталі для позашляховика збираються на заводі Volkswagen Touareg в Братиславі, Словаччина. Виробництво Boxster і Cayman були передані у Valmet Automotive в Фінляндії з 1997 по 2011 рік, а в 2012 році виробництво перенесене в Німеччину. У 2015 році Porsche повідомила, що продано в цілому 218,983 автомобілів, 28953 (13,22 %) з них вітчизняні (німецькі) продажі, а 190,030 (86,78 %) — на міжнародному рівні. Компанія була досить успішною останнім часом, і дійсно стверджує, що має найвищий прибуток на одиницю проданого, ніж будь-які інші автомобільні компанії в світі. З 234,497 автомобілів, вироблених в 2015 фінансовому році, 31373 (13,4 %) були моделі 911-го, 21978 (9,4 %) були автомобілі Boxster і Cayman, 79700 (34 %) були Cayenne, 15055 (6,4 %) були Panamera і 86016 (36,7 %) були Macan. Повідомили, що були також 375 918 автомобілів моделі Spyder.

## Участь у автоспорті
Porsche є успішнішим брендом у автоспорті, здобувши багато перемог, в тому числі рекордні 16 прямих перемог на 24 години Ле-Мана. Porsche в даний час є великим виробником гоночних автомобілів. У 2006 році Porsche побудували 195 гоночних автомобілів для різних міжнародних моторних спортивних заходів. У 2007 році Porsche, як очікувалось, побудувала не менше 275 спеціалізованих гоночних автомобілів (7 прототипів RS Spyder LMP2, 37 GT2 спеціалізованих 911 GT3-РВКР, і 231 911 транспортних засобів на Кубок GT3).

## Гібридні та електричні транспортні засоби
2010 року Porsche випустила гібридний Cayenne S і оголосив Panamera S Hybrid та запустила Porsche 918 гіперкар 2014-го, який також мав гібридну систему. Також гібрид під назвою Panamera S E-Hybrid був випущений в жовтні 2013 року в США і в четвертому кварталі 2013 року в ЄС.
Porsche розробила електричний прототип Porsche Boxster і назвала Boxster E в 2011 році і гібридну версію 911, що називається GT3 R Hybrid, розроблений з Williams Grand Prix Engineering в 2010 році.
У липні 2014 року Porsche оголосила про запуск до кінця 2014 року Porsche Cayenne S E-Hybrid, поява якого змістить гібрид лінії Cayenne S вгору. S E-Hybrid буде перший змінний гібрид в преміум-сегменті SUV і дозволить Porsche стати першим виробником автомобілів з трьома виробництва гібридних моделей.
У вересні 2019 Porsche презентувало перший власний електромобіль, що носить назву Taycan. Запас ходу на одному заряді дозволяє проїхати 450 км (280 миль) без підзарядки. Авто має дві версії,Taycan Turbo/Taycan Turbo S й не має турбокомпресорів, що використовуються в бензинових двигунах.
Моделі мають потужність до 617 КС, розганяються до 100 км/год за 2,6 с. Планована ціна: 185 тис. $ (Turbo S)/151 тис. $. (Turbo).

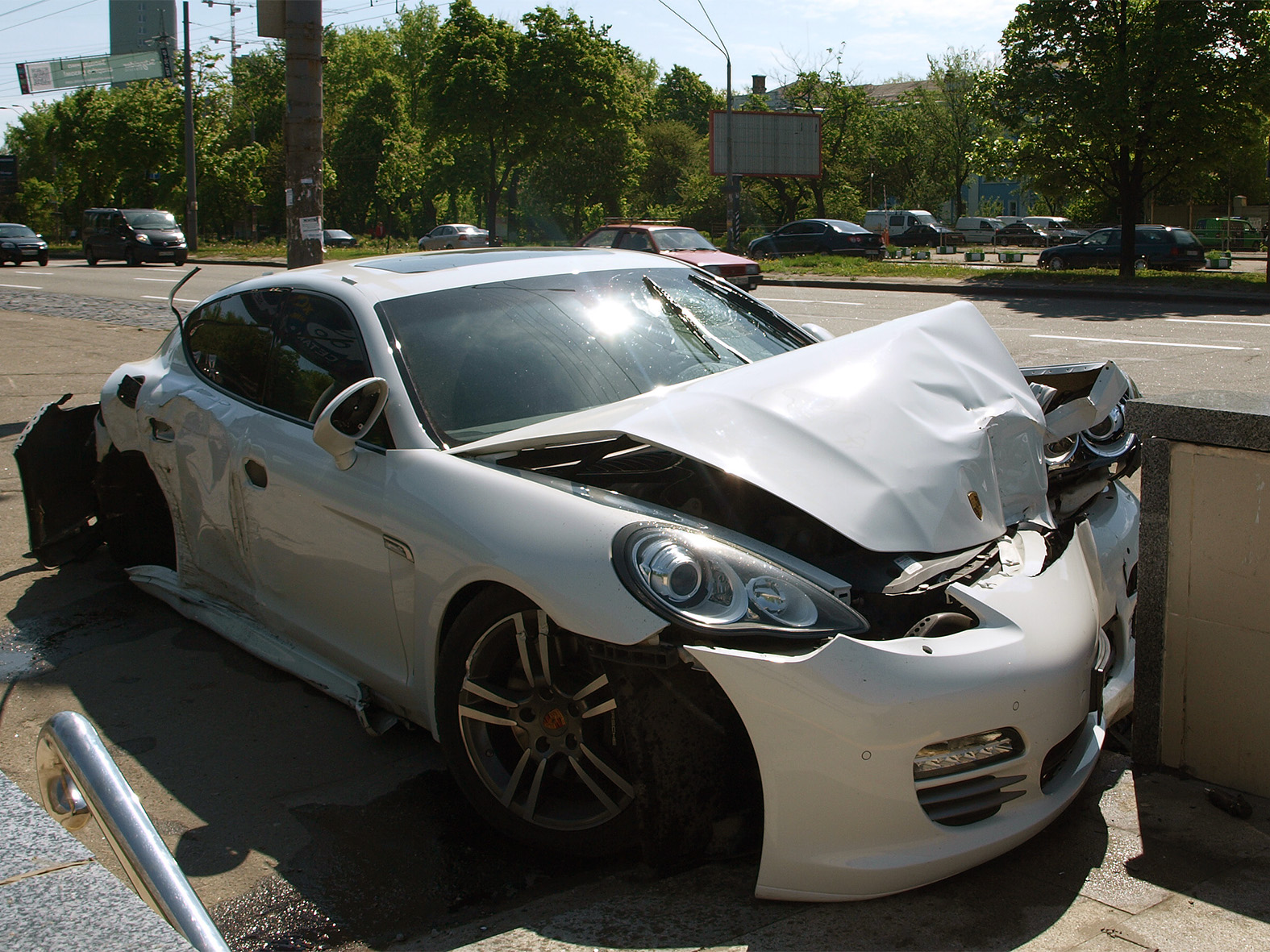
Розбитий Porsche Panamera. Берестейський проспект

У липні 2021 року компанія встановила найпотужнішу зарядну станцію в Україні — Porsche Turbo Charger. Її потужність складає 320 кВт. Станція розташована в дилерському центрі компанії біля Києва, шосе із Києва до Борисполя (село Чубинське). Зарядити Porsche Taycan на такій станції від 5 % до 80 % можна приблизно за 15 хвилин. Для Porsche Taycan зарядка буде безкоштовною, а для власників інших марок авто зарядка буде платною, доступ до неї буде надано пізніше.

## Економічні показники компанії
Porsche належить 25,1 % акцій найбільшого європейського автовиробника Volkswagen AG.
Загальна чисельність персоналу Porsche — 11,9 тис. чоловік (2005). Прибуток компанії за 2005 рік склав 6,57 млрд. євро.
Виручка компанії за 2006 рік склала 7,23 млрд євро, роком раніше — 6, 57 млрд. Чистий прибуток за 2006 рік — 1,393 млрд євро. Реалізовано 97,5 тис. автомобілів. Чисельність працівників на 2007 рік — 11,4 тис. людей. За даними журналу Fortune, в автомобілях Porsche лише 20 % зроблено руками власних робітників, інше припадає на частку постачальників.

## Логотип
Емблема фірми є гербом, котрий несе в собі наступну інформацію: червоно-чорні смуги і оленячі роги є символами німецької землі Баден-Вюртемберг (на території якої знаходиться Штутгарт), а напис Porsche і гарцюючий жеребець в центрі емблеми нагадують про те, що рідний для марки Штутгарт був заснований як кінна ферма в 950 році. Вперше цей логотип з'явився в 1952 році, коли марка вийшла на ринок США, для кращої упізнаваності. До цього на капотах моделі 356 просто був напис «Porsche».

## Porsche в Україні
В Україні діють 5 офіційних дилерських центрів Porsche: в Києві, Дніпрі, Одесі, Харкові та Львові. В автосалонах пропонуються послуги з продажу нових та вживаних автомобілів. Також представлені пропозиції з сервісного обслуговування та придбання оригінальних запчастин та аксесуарів.

## Різне
Компанія протягом довгого часу веде активну діяльність по організації спортивних клубів (клуби Porsche є в багатьох країнах Європи і Америки) і змагань серед різних класів своїх машин, регулярно проводяться декілька кубкових змагань. Цьому напряму її діяльності присвячена відеогра Need for Speed: Porsche Unleashed.

## Модельний ряд

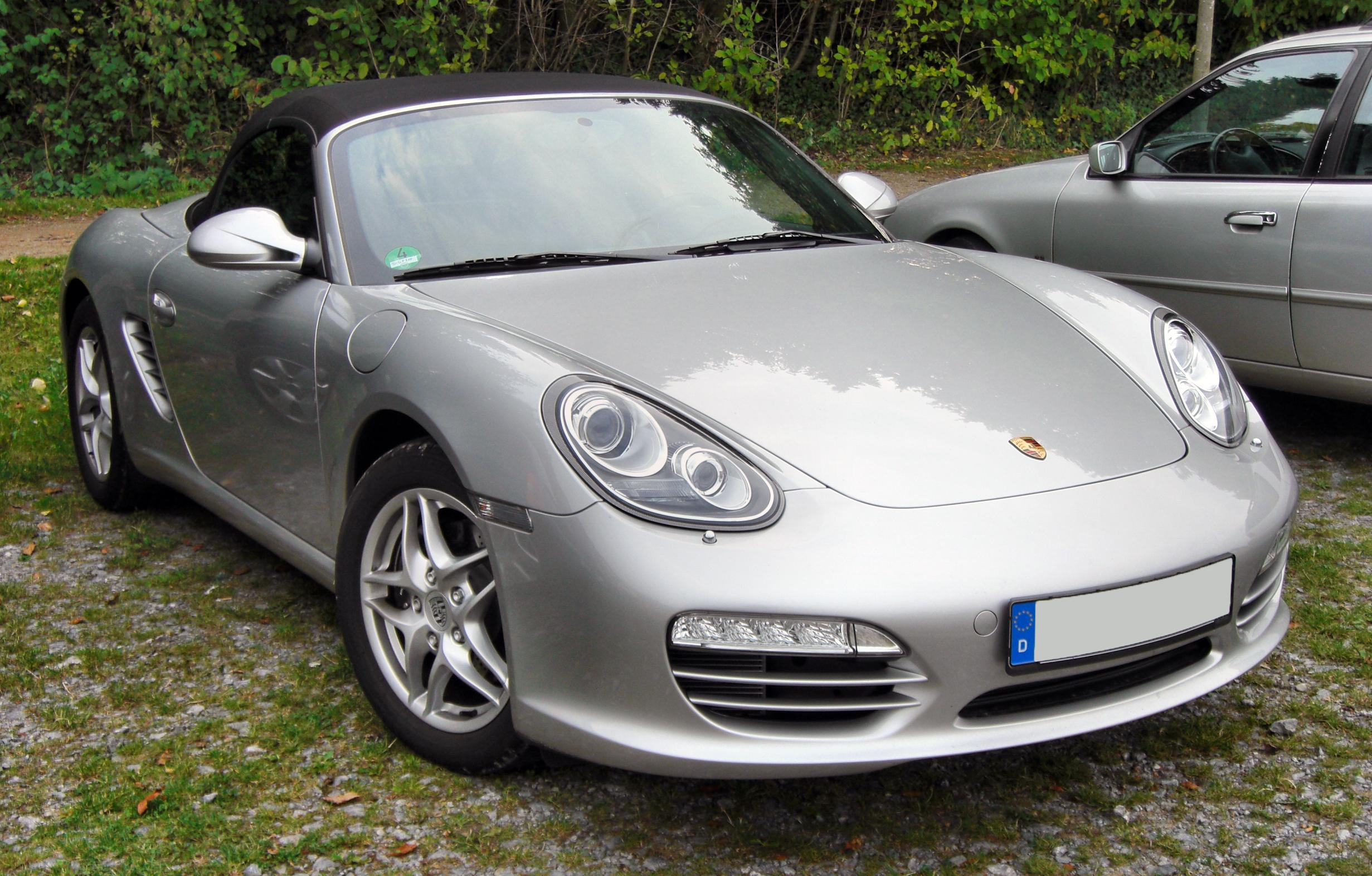
Porsche Boxster
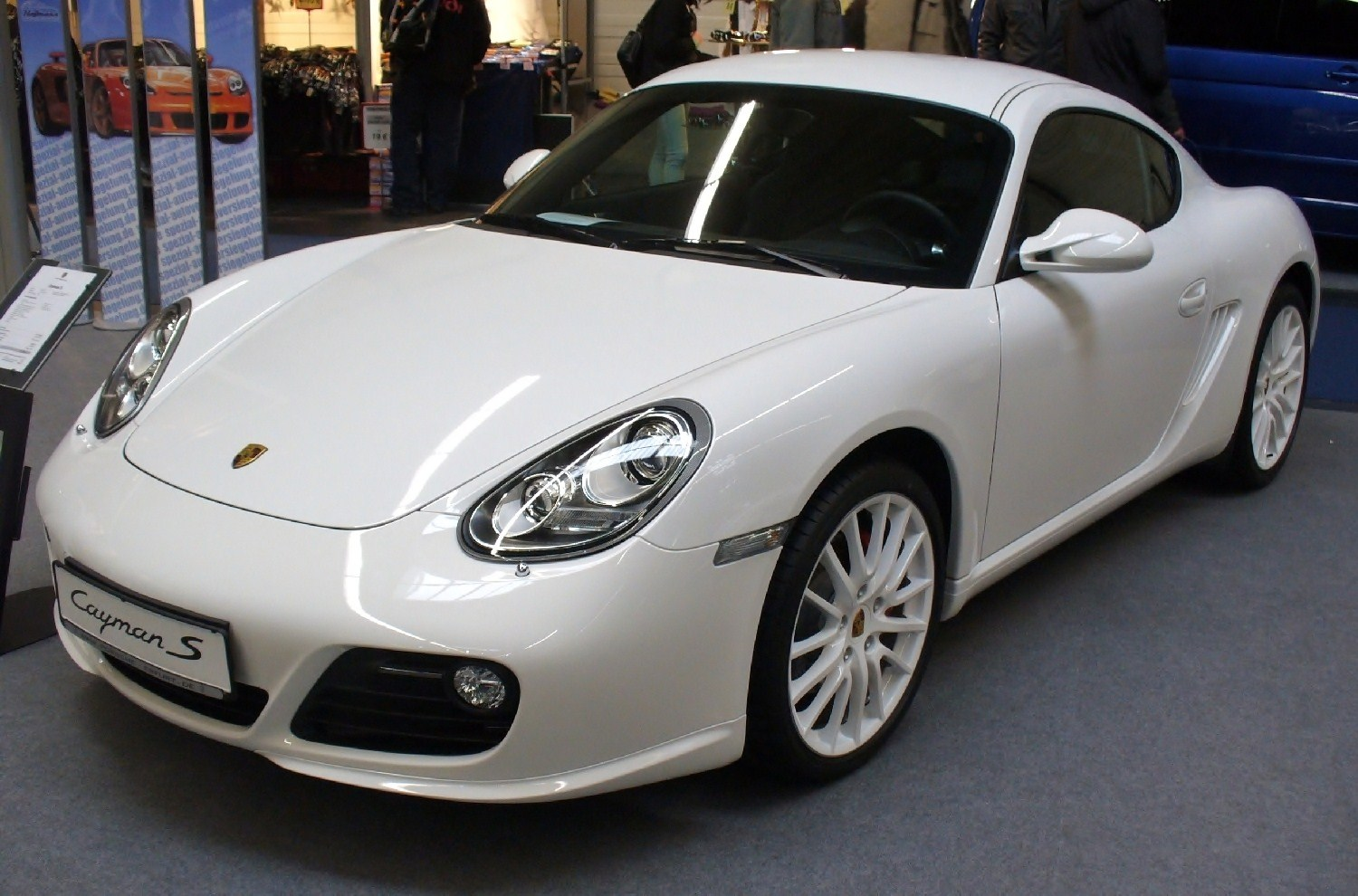
Porsche Cayman
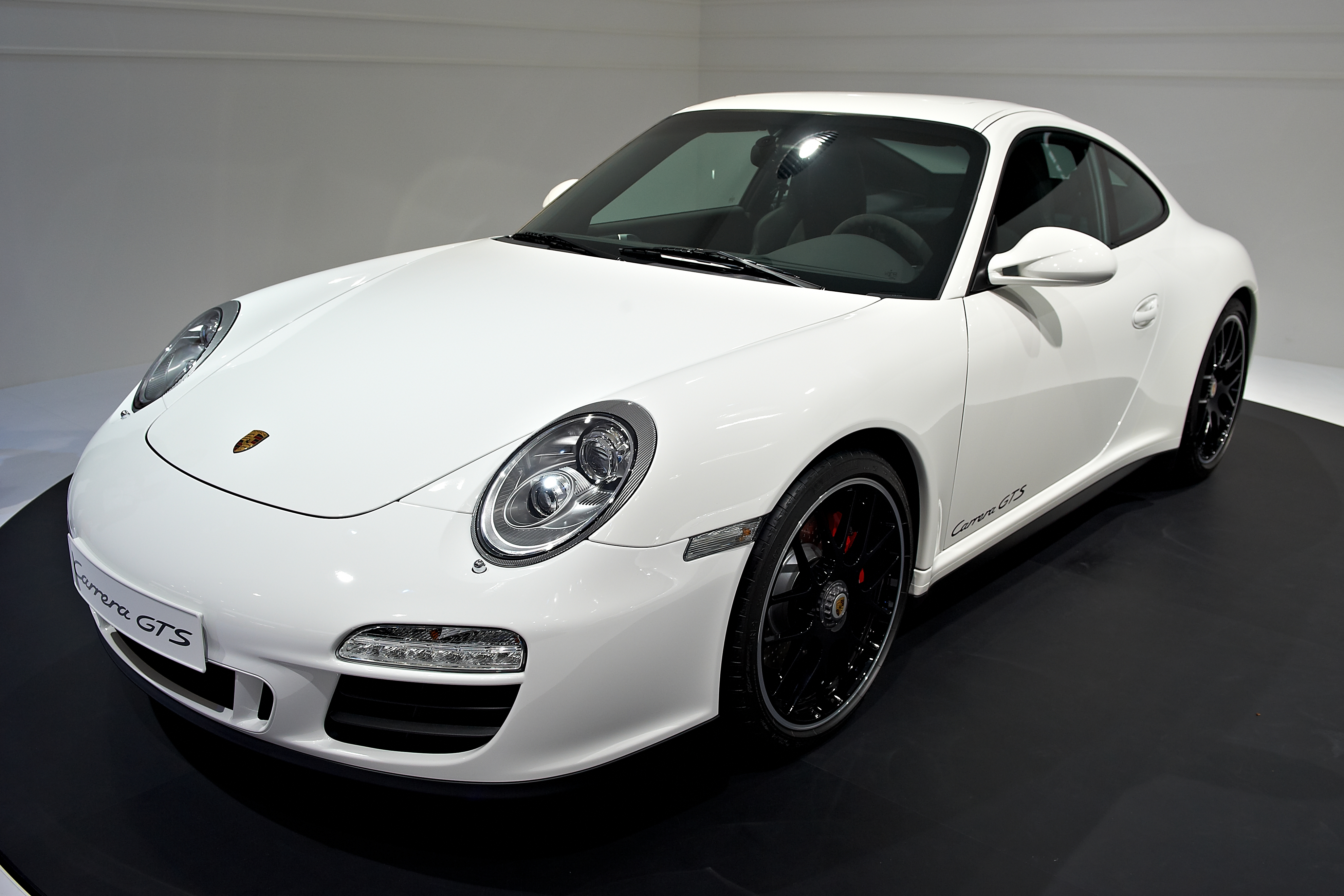
Porsche 911
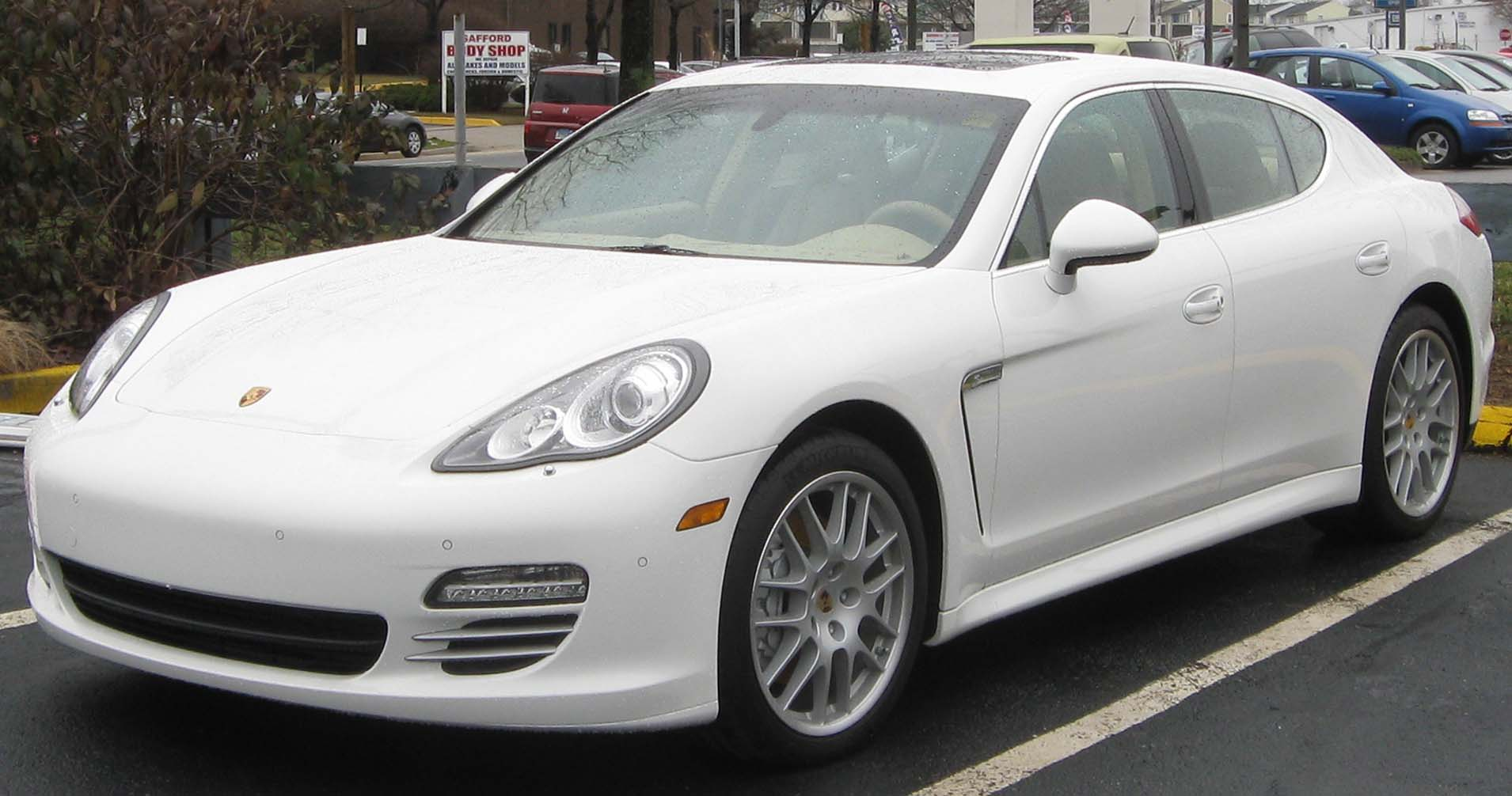
Porsche Panamera
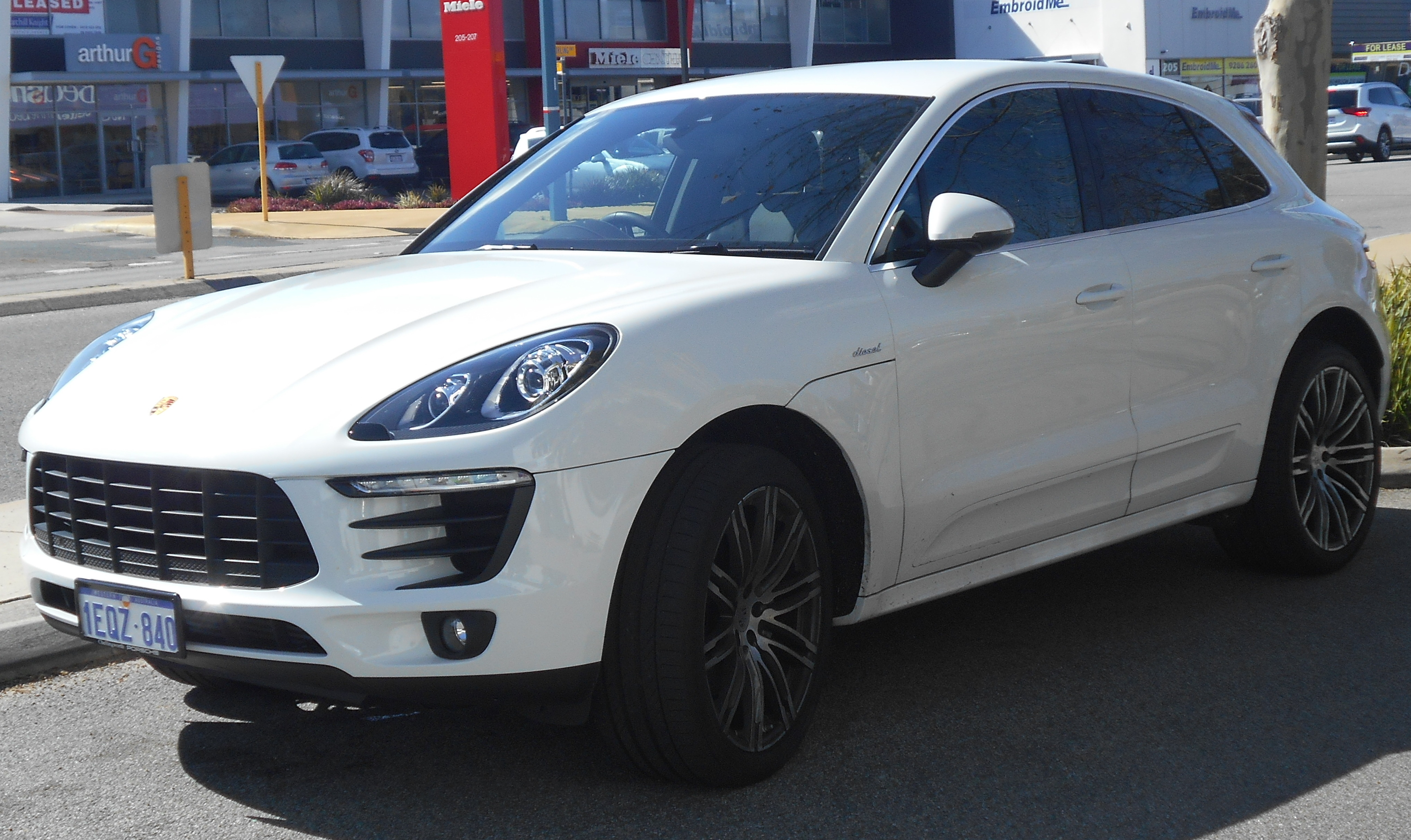
Porsche Macan
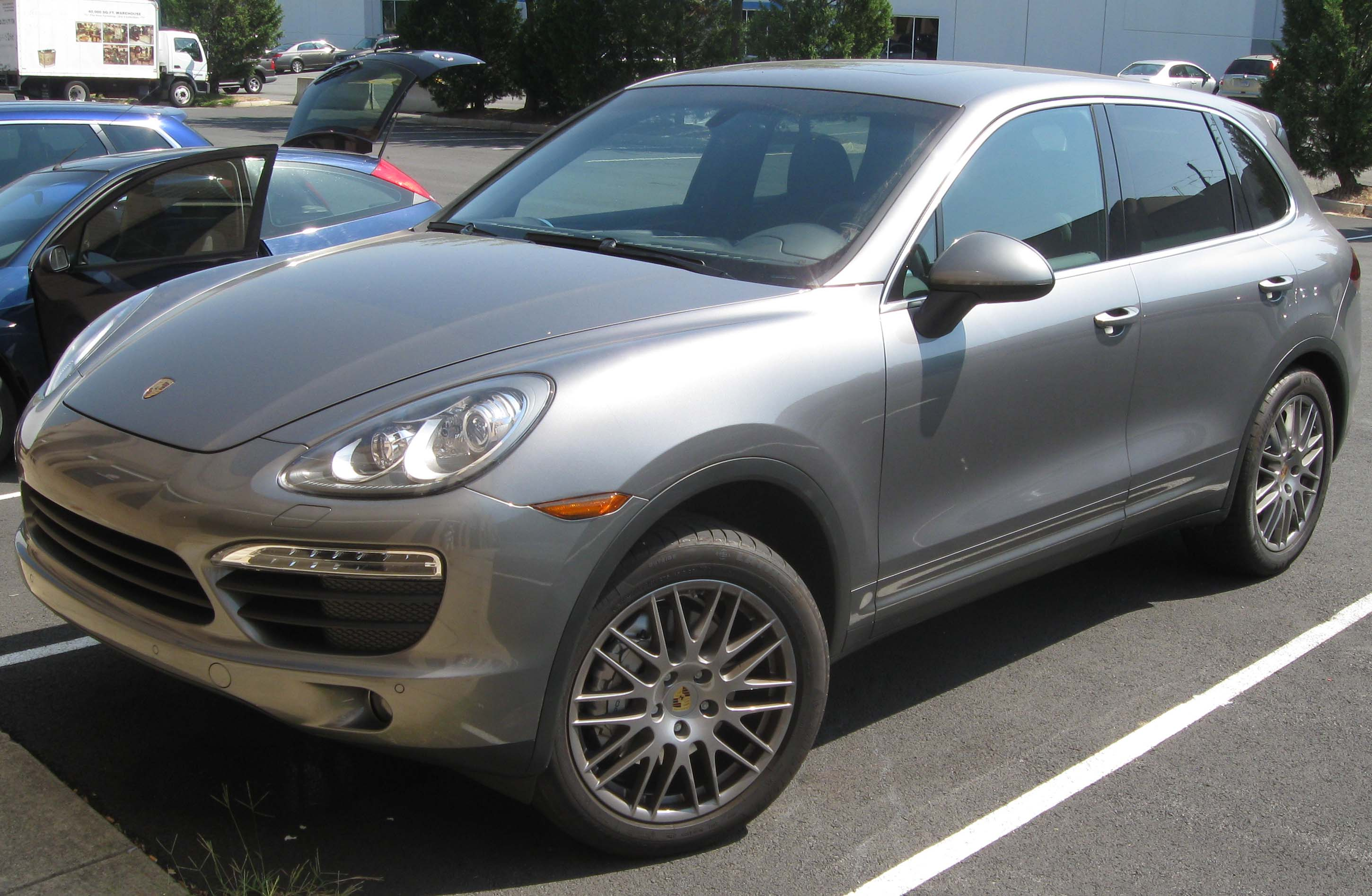
Porsche Cayenne
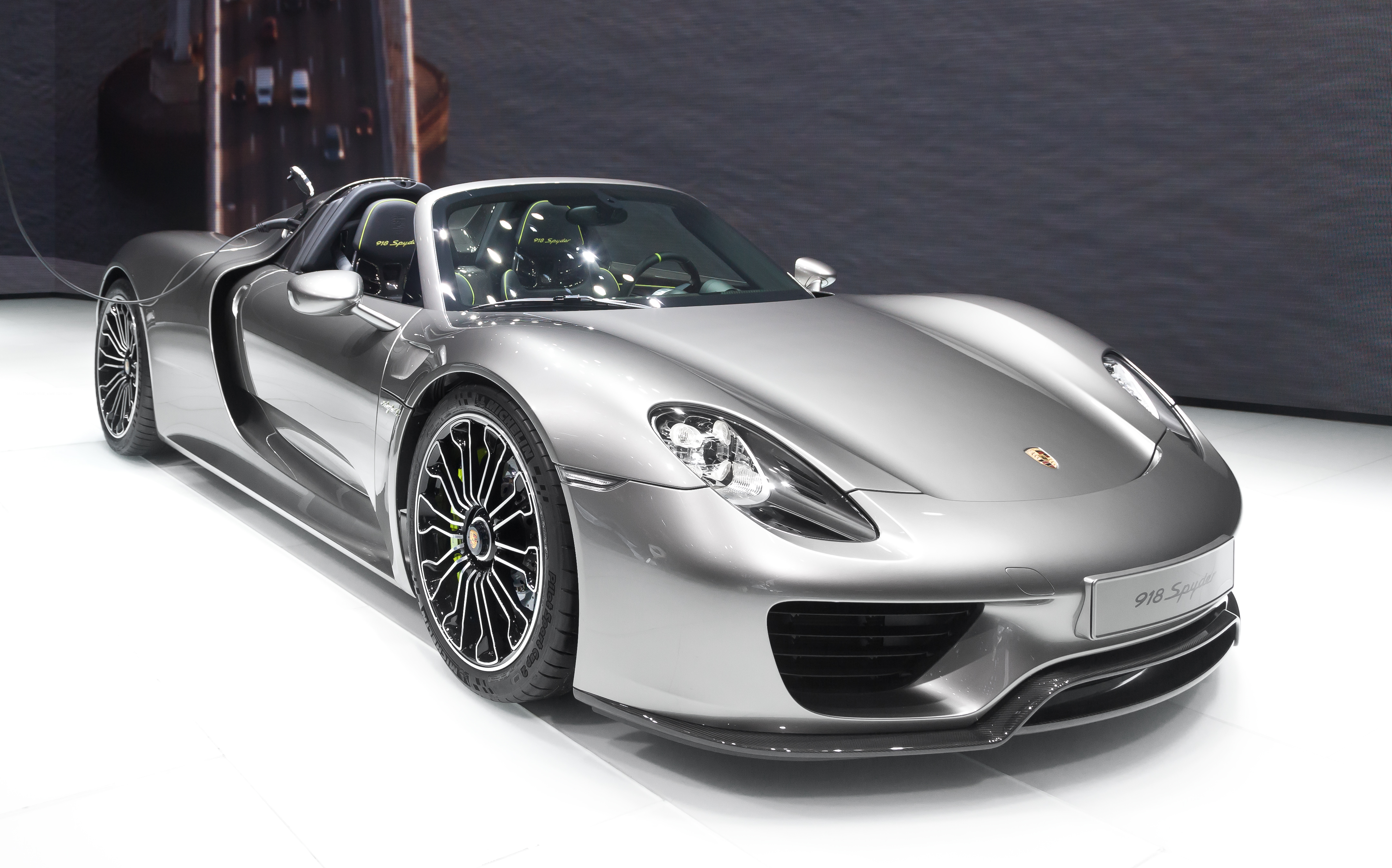
Porsche 918 Spyder
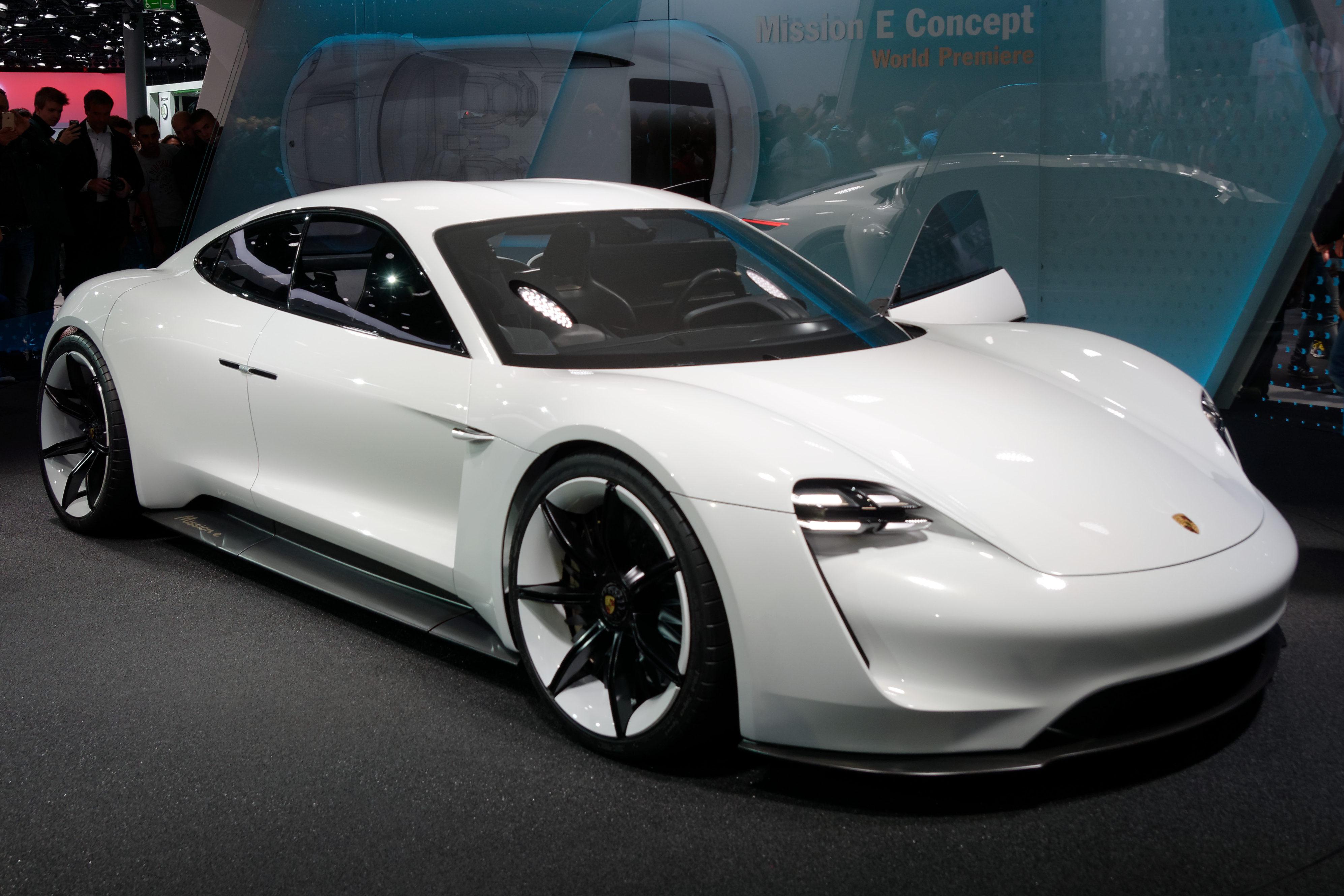
Porsche Taycan